# Il dio della colpa
Il dio della colpa (The Gods of Guilt) è un romanzo dello scrittore statunitense Michael Connelly, edito nel 2013, il quinto con protagonista l'avvocato Mickey Haller.
Il libro è stato tradotto in neogreco, serbo, svedese, russo, portoghese, francese, italiano, tedesco, coreano, spagnolo e ceco.

## Trama
Per l'avvocato Haller non è un periodo semplice. Ha perso le elezioni per diventare procuratore, nonostante i sondaggi lo dessero in vantaggio di cinque punti rispetto al suo avversario. Uno dei suoi clienti, che ha aiutato a uscire dal carcere, ha investito e ucciso due donne, l'amica di sua figlia Hayley e la madre: per questo motivo la ragazza ha dovuto cambiare scuola e non vuole più rivolgergli la parola. Come se non bastasse, lo studio non naviga in buone acque perché i casi civilistici rendono poco e sempre meno gente è in grado di pagare.
Mentre si trova in tribunale, Haller riceve un sms dall'ex moglie e segretaria Lorna che lo informa di un caso di omicidio a loro assegnato: André La Cosse, sviluppatore di siti web e social pr, è accusato di aver ucciso una delle sue clienti, la prostituta Giselle Dallinger, e pare che sia stata proprio quest'ultima a segnalargli Haller come avvocato difensore. Negli archivi dello studio non risulta nessuna Giselle Dallinger, ma Haller resta di sasso quando scopre che in realtà si tratta di Gloria Dayton, prostituta conosciuta come Giorni di gloria che in passato aveva difeso in parecchi casi e che aveva tentato più volte di aiutare a cambiare vita.
Il caso sembra essere legato a un'altra vicenda, quella di Hector Arande Moya, uno spacciatore di droga condannato all'ergastolo in seguito alla denuncia di Gloria per detenzione illegale di cocaina. Haller, all'epoca avvocato dell'accusa, viene chiamato a deporre da Sylvester Fulgoni, noto avvocato finito in carcere per evasione fiscale: a esercitare è il figlio Sylvester Jr., un ragazzo laureato da poco e del tutto incapace, manovrato dal padre a distanza. I Fulgoni hanno infatti presentato istanza di revisione del processo a carico di Moya perché è emersa una prova che ne potrebbe determinare la scarcerazione: una pistola, detenuta illegalmente dallo stesso Moya, trovata insieme alla droga della cui esistenza l'accusato era del tutto ignaro. Haller capisce che il legame tra i casi La Cosse e Moya è molto forte e, nonostante i rapporti ostili con Fulgoni, decide di collaborare con lui per risolverli entrambi. L'indagine si spinge però molto in la, fino a coinvolgere addirittura la DEA, e alcuni personaggi poco raccomandabili della malavita locale.

## Edizioni in italiano
- Michael Connelly, Il dio della colpa, traduzione di Mariagiulia Castagnone, 1ª ed., Piemme, 2015, ISBN 978-88-566-4031-1.